# والتر اندراده (بازیکن فوتبال، زاده ۱۹۸۴)
والتر اندراده (انگلیسی: Walter Andrade؛ زادهٔ ۱ دسامبر ۱۹۸۴) بازیکن فوتبال اهل آرژانتین است.